# Gail Emms
Gail Emms (n. 23 iulie 1977, Hitchin, Anglia, Regatul Unit) este o jucătoare de badminton britanică, medaliată olimpică. A participat la 2 ediții ale Jocurilor Olimpice (2004, 2008) în care a câștigat o medalie de argint.